# Massimiliano Frezzato
Massimiliano Frezzato, né à Turin le 12 mars 1967 et mort le 21 octobre 2024, est un scénariste et dessinateur de bande dessinée italien.

## Biographie
Massimiliano Frezzato publie sa première histoire courte à 17 ans. Il continue à faire beaucoup d'illustrations et d'histoires courtes, à côté de sa série principale Les Gardiens du Maser.
Il a fait un petit détour par la publicité pendant 3 années, mais il n'a pas aimé et a préféré revenir à la bande dessinée.
En 1990, il commence la série Margot avec Jérôme Charyn au scénario, pour USA Magazine,, mais celle-ci s'arrête rapidement à la suite d'un différend avec l'éditeur: Glénat. Deux albums sont disponibles: Margot in Badtown et Margot, Queen of the Night.
Ses inspirations sont diverses : Moebius, Enki Bilal, Tanino Liberatore, etc., jusqu'aux auteurs japonais tels que Hayao Miyazaki ou Katsuhiro Ōtomo[réf. nécessaire]. Son style est très emprunt à la science-fiction et à l'heroic fantasy. Au départ du projet Maser, le style est « manga. »
Neuf albums sont prévus pour Les Gardiens du Maser (3 époques de 3 albums) et cela représente une occupation presque à plein temps pour Massimiliano Frezzato. La collaboration avec Nikita Mandryka est de plus en plus étroite afin de mettre en place le scénario et surtout d'écrire la version française, car Massimiliano Frezzato ne maîtrise pas parfaitement cette langue à l'écrit.
Il n'habitait plus Turin, mais dans la région de Sienne.

## Publications
- Margot in Badtown (dessin et couleurs), Glénat, 1991 (paru dans USA Magazine entre novembre 1990 et septembre 1991)[4]
- Margot, Queen of the Night (dessin et couleurs), Glénat, 1994 (paru dans USA Magazine entre février et décembre 1992)[4]
- Les Gardiens du Maser, Éd. USA (tomes 1 à 7) et Desinge - Hugo & Cie (tome 8), 1996-2010 (en cours)[4],[7]
- Tour de France: Un dessinateur italien au pays de la BD, Pavesio, 2006[8]
- Eropinocchio, Frezz Bros, 2010[9],[10] (série en cours, 3 albums parus)
- Memories of Sand, Mosquito, 2012[11]
- Pinocchio, Mosquito, 2012[12]
- Motherflower, Pavesio, juin 2012[13]
- L'Immortale, portfolio présenté à Lucca en novembre 2012
- Les Gardiens du Maser - Intégrale, Caurette, 384 p., 2018,  (ISBN 979-10-96315-16-1).
- Pas d'chance le chat, Père Fouettard, 2019[14]